# Іґнацев-Паженчевський
Іґнацев-Паженчевський (пол. Ignacew Parzęczewski) — село в Польщі, у гміні Паженчев Зґерського повіту Лодзинського воєводства.